# Церква Святої Параскеви та дзвіниця (Шкло)
Церква Святої Параскеви і дзвіниця — архітектурний комплекс із дерев'яних церкви та дзвіниці у смт Шкло Яворівського району Львівської області. Пам'ятка архітектури національного значення України (охоронний № 1454).

## Історія
Перша згадка про церкву датована 1578 роком. У 1732 році Іван Сапіло своїм коштом збудував нову дерев'яну тризрубну церкву. На честь ктитора церкви на одвірку залишили напис:
У XIX столітті церкву значно розширили, надавши їй хрестоподібної у плані форми: близько 1804 року прибудували бічний вівтар із північного боку, пізніше — бічний вівтар на півдні та захристію, перед бабинцем облаштували навіс-піддашшя на двох стовпах.
Парафія церкви належала до Яворівського деканату Перемишльської єпархії УГКЦ. Станом на 1879 рік церкві святої Параскеви належали 36 моргів 1523 сажені орної землі, луки площею 18 моргів 1056 саженів, пасовиська площею 12 моргів 676 саженів та 20 моргів 263 сажені полів, непридатних для засівання.
Парохи церкви
- у 1831 — Фома Поланський (Thomas Polańsky, 1796—?)[5]
- не пізніше 1836 — не раніше 1843 — Йозеф Левицький (Josephus Lewicki, 1801—?)[6][7]
- не пізніше 1845 — не раніше 1849 — Григорій Гінілевич (Gregories Ginilewicz, 1809—?)[8]
- не пізніше 1855—1885 — Ігнатій Кучинський (Ignatius Kuczyński, 1807—1885)[9][10]
- 1886—1899 — Димитрій Гординьський (1857—?)[10], у 1900 році перейшов на парафію у с. Кульчиці
- 1901—1909 — Юліан Яремкевич (1865—?)[11], у 1909 році перейшов на парафію у с. Рожджалув
- 1909—1926 — Модест Горницький (1870—1926)[12]
- не раніше 1928—1939 — Андрій Міхалиха (1886—?)[12]

6 вересня 1979 року Постановою Ради міністрів УРСР «Про доповнення списку пам'яток містобудування і архітектури УРСР, що перебувають під охороною держави» № 442 церкві Святої Параскеви та дзвіниці надали статус пам'яток архітектури національного значення.
В ніч на 24 липня 2006 року церква і дзвіниця повністю згоріли, вогонь знищив усе церковне майно, у тому числі і старовинний різьблений іконостас. Причиною пожежі фахівці МНС назвали необережний або зумисний підпал.
У 2010 році на місці згорілої церкви збудували нову. У сучасній структурі УГКЦ церква святої Параскеви у Шклі з 2019 року підпорядкована Новояворівському деканату Львівської архієпархії.

## Опис
Церква дерев'яна, хрестоподібна у плані, одноверха. Центральна нава, бічні вівтарі та бабинець — квадратні у плані, східна частина з боковим приміщенням — п'ятистінна. Нава увінчана масивною шоломоподібною банею на низькому восьмерику, зі світловим ліхтарем і маківкою. Бічні вівтарі вкриті похилим дахом, східна частина обведена піддашшям. В інтер'єрі церкви зберігався п'ятиярусний різьблений і золочений іконостас 1732 року.
На схід від церкви стояла дерев'яна, двоярусна, квадратна у плані дзвіниця, увінчана чотирисхилим шатровим дахом. Перший ярус розділявся горизонтально піддашшям на кронштейнах, стіни першого ярусу мали нахил усередину. Другий ярус був виконаний у вигляді підсябиття із відкритою галереєю-аркадою.
Біля церкви розташовувався старий цвинтар, найстарший надгробок датувався 1687 роком.

## Галерея

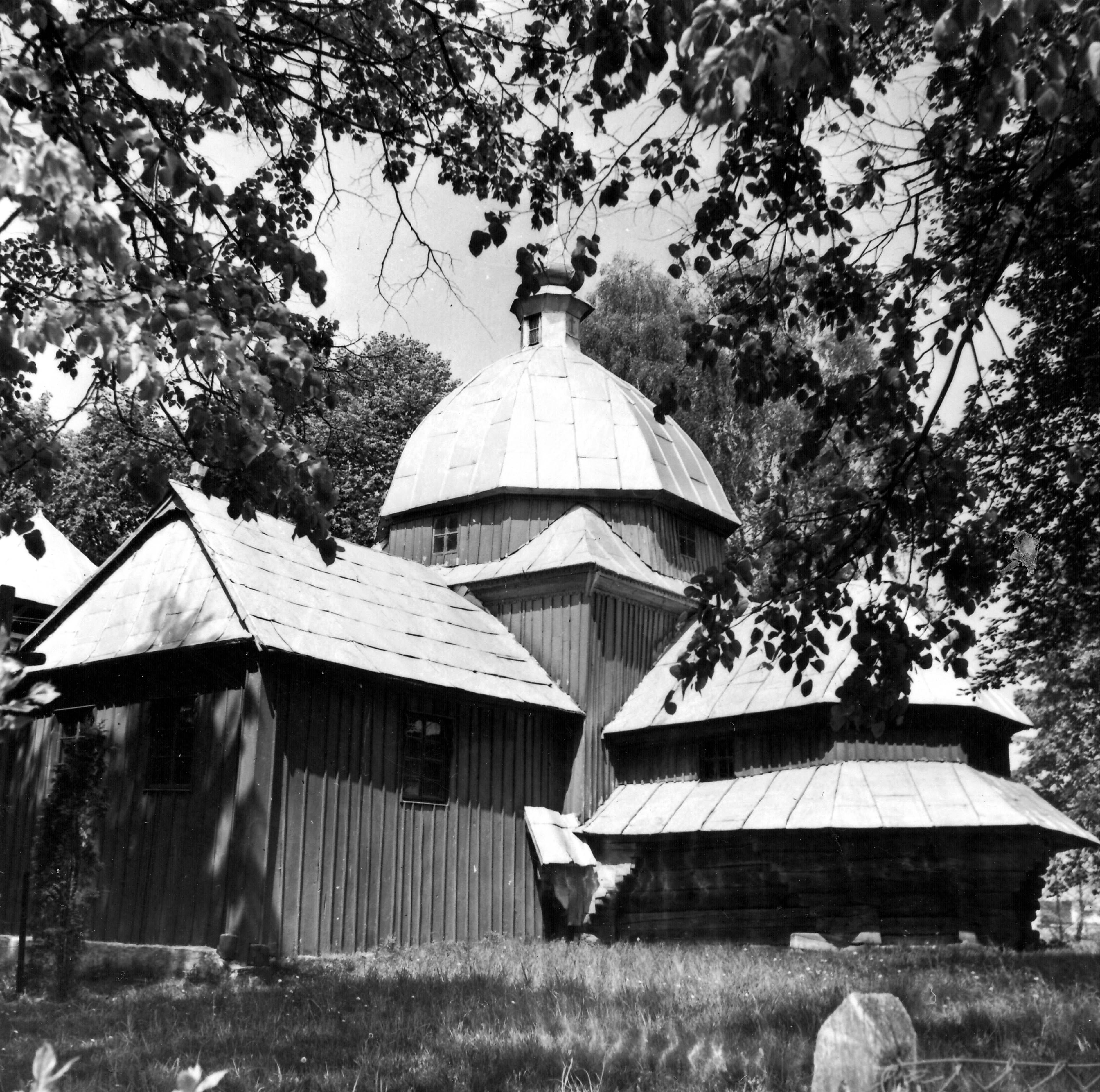
Церква святої Параскеви
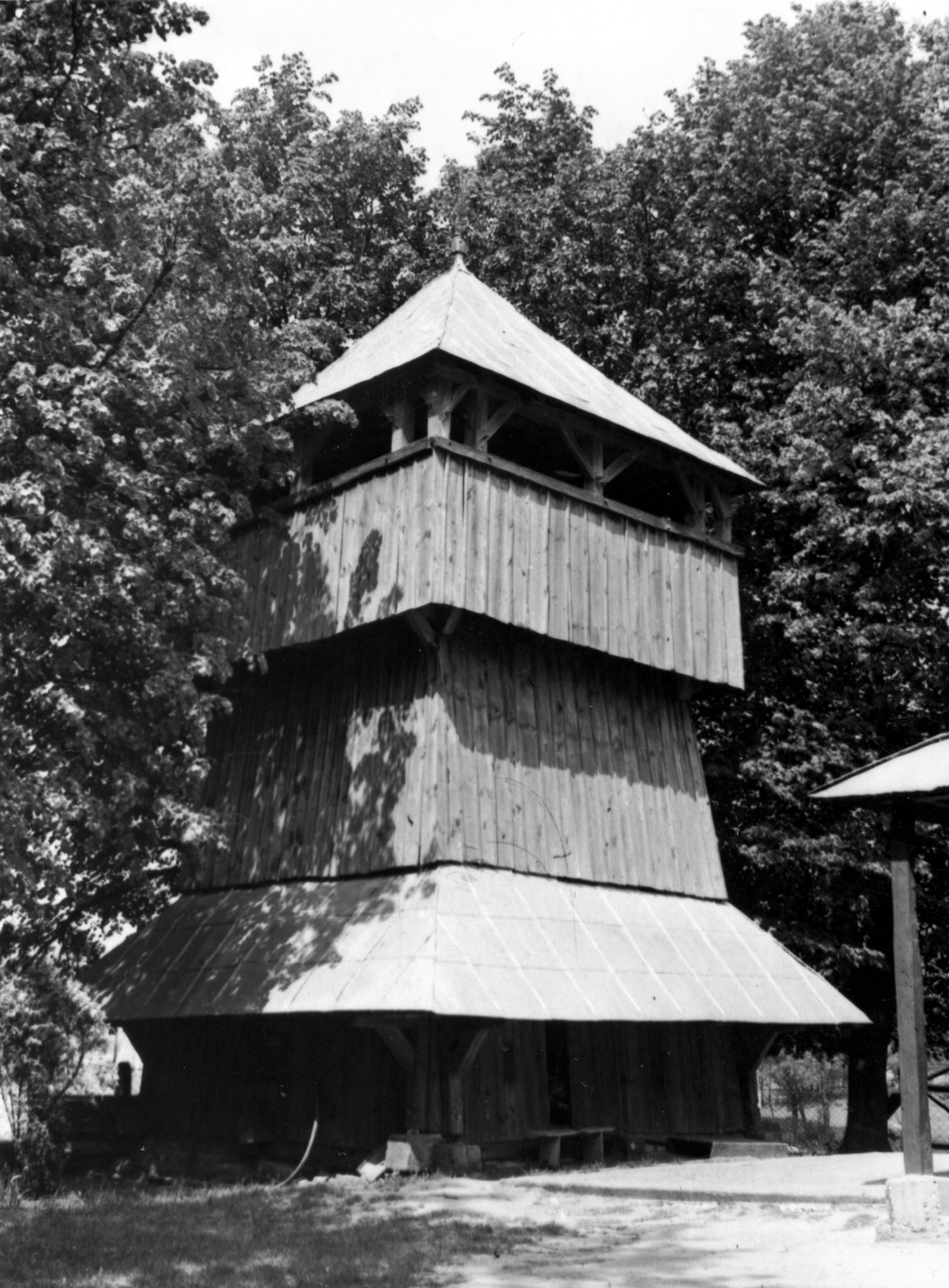
Дзвіниця